# Akkoord van Luxemburg
Het Akkoord van Luxemburg dat op 29 januari 1966 in werking trad, beoogde een einde te maken aan een institutionele crisis die in juni 1965 in de Europese Gemeenschappen was ontstaan, en die ertoe geleid had dat Frankrijk alle bijeenkomsten van de Raad van Ministers was gaan boycotten. Aanleiding van de crisis was het besluit dat per 1 januari 1966 op een aantal beleidsterreinen de eis van unanimiteit in de besluitvorming vervangen zou worden door besluitvorming bij gekwalificeerde meerderheid. Frankrijk kon daar niet mee leven. In het Akkoord van Luxemburg (dat geen verdragswijziging was maar een beleidsdocument ter beëindiging van de crisis) werd vastgesteld dat:
- Er een meerderheidsbesluit kon worden genomen maar als er daarbij zeer gewichtige belangen van één of meerdere lidstaten op het spel stonden, de leden van de Raad van Ministers zouden trachten om tot een voor alle lidstaten acceptabele oplossing te komen;
- De Franse delegatie van mening was dat in die gevallen de discussie moest worden voortgezet totdat er algemene overeenstemming zou zijn bereikt.

Het Akkoord van Luxemburg legde dus eigenlijk het verschil van mening tussen de lidstaten vast. Het was een agreement to disagree. Maar tot 1 juli 1987 (met de inwerkingtreding van de Europese Akte) verstoorde het de besluitvorming in de Europese Gemeenschappen, doordat alle lidstaten het gingen toepassen: bijna altijd was er een lidstaat die meende dat er zeer gewichtige belangen op het spel stonden.
Met het Verdrag van Amsterdam kreeg dit Akkoord ook een plekje in het recht van de Europese Unie, want voormalig artikel 23 lid 2 van het Verdrag betreffende de Europese Unie maakt het mogelijk dat lidstaten een beroep indienen bij de Europese Raad als ze menen dat een meerderheidsbesluit op het gebied van de tweede pijler (het Gemeenschappelijk Buitenlands en Veiligheidsbeleid) het nationale belang ernstig schaadt.